# Batería de estado sólido
Una batería de estado sólido o batería de electrolito sólido es una tecnología de batería que usa tanto electrodos como electrólitos sólidos, en vez del electrolitos líquidos o de gel de polímero (que son los que se encuentran en las baterías de Litio-ion o polímero de Litio.
La tecnología está considerada una alternativa a la batería clásica de ion de litio, que se considera que está cercana a su máximo potencial.
El fabricante japonés Nissan anunció que lanzará su primer vehículo con baterías de estado sólido antes de 2028. Según el anuncio, las nuevas pilas doblarán su capacidad, reducirán a la tercera parte los tiempos de recarga y el coste por kWh bajará hasta 75 dólares, lo que igualará su precio al de los coches de combustión.
Mercedes-Benz va a usar la batería Solstice de estado sólido, que ha desarrollado con Factorial, que posee 450 Wh/kg de energía específica.

## Historia
Entre 1831 y 1834, Michael Faraday descubre los electrolitos sólidos de sulfuro  y  plata y fluoruro de plomo, que sentaron las bases de los iones de estado sólido.
Se calcula que para 2025, estarán disponibles.

## Tipos
Las baterías de estado sólido pueden ser de polímero, óxido o sulfuro.

## Fabricantes
- CATL
- Cymbet
- Huawei (electrolito sólido de sulfuro dopado)[8]
- Ilika
- Ionic Materials
- LG
- Panasonic
- Penghui Energy
- Sakti3
- Samsung
- Solid Power
- SolidEnergetics
- Tesla Motors
- QuantumScape